# Mezőtúr
Mezőtúr là một thành phố thuộc hạt Jász-Nagykun-Szolnok, Hungary. Thành phố này có diện tích 289,72 km², dân số năm 2010 là 17943 người, mật độ 62 người/km².